# Обход Мика
«Обход Мика» (англ. Meek's Cutoff) — драматический вестерн от режиссёра Келли Райхардт с Мишель Уильямс и Брюсом Гринвудом в главных ролях.

## Сюжет
Фильм основан на реальной истории о том, как опытный проводник Стивен Мик (Брюс Гринвуд) провел попавший в беду обоз короткой дорогой по легендарной Орегонской тропе.

## В ролях
| Актёр           | Роль            |
| --------------- | --------------- |
| Мишель Уильямс  | Эмили Тетеров   |
| Брюс Гринвуд    | Стивен Мик      |
| Пол Дано        | Томас Гейтли    |
| Зои Казан       | Милли Гейтли    |
| Ширли Хендерсон | Глори Уайт      |
| Уилл Паттон     | Соломон Тетеров |
| Нил Хафф        | Уильям Уайт     |
| Томми Нельсон   | Джимми Уайт     |
| Род Рондо       | индеец          |